# Баран Василь Васильович
Василь Баран (псевдо: «Гефайст», «Люпос») (2 жовтня 1911, с. Поздимир, нині Радехівський район, Львівська область — 15 січня 1949, с. Яструбичі, Радехівський район) — організаційно-мобілізаційний референт Сокальщини, організатор сотень УПА «ім. Галайди» і «Тигри», працівник Служби Безпеки ОУН Сокальської округи, співробітник штабу Воєнної Округи УПА «Буг».

## Життєпис
Народився 2 жовтня 1911 року в селі Поздимир (нині Радехівського району Львівської області, Україна).
З 1930 член ОУН, районовий та надрайоновий провідник східної частини Сокальського повіту. Неодноразово ув'язнювався польською владою, зокрема, з 25.06.1936 по 5.02.1937, з червня 1937 по вересень 1939. А з липня 1934 по 21 грудня 1934 «сидів» у концтаборі «Береза Картузька».
У 1939—1941 роках керівник пунктів переходу кордону через річку Буг між СРСР та нацистським Генерал-губернаторством. Під час німецької окупації член Сокальського окружного проводу ОУН. Один із організаторів Української Народної Самооборони на Сокальщині.
Навесні 1944 організатор сотні УПА «імені Галайди», а взимку 1945 організовує сотню «Тигри». Від серпня 1944 працівник Служби Безпеки ОУН Сокальської округи та співробітник штабу Воєнної Округи УПА «Буг». Один із організаторів успішної операції УПА по визволенню в'язнів у місті Радехів.
З 1947 року в спеціальному розпорядженні Проводу ОУН.
Застрілився, оточений військами НКВС, 15 січня 1949 року в криївці у селі Яструбичі.

## Вшанування пам'яті
На місці загибелі у 1995 році насипано символічну могилу і встановлено хрест.